# Novecientos noventa y siete
El novecientos noventa y siete (997) es un número natural que antecede al 998 y sucede al 996.

## Propiedades aritméticas
- Es un número primo racional, el último que se escribe con 3 cifras en el sistema decimal de numeración, le sigue al primo 991 y precede a 1009.
- Por ser 1009 = 249×4+1 es un primo de la forma 4p+1, por lo tanto es número gaussiano compuesto
- Por ser gaussiano compuesto se puede escribir 997 = (6+31i)x(6-31i)
- como al ser dividido por 4, da resto 1, esta en la caja de los números congruentes con 4.
- como al ser dividido por 48, da resto 1, esta en la caja de los números congruentes con 8.
- Por ser 997 = 312 + 62 es un número pitagórico.
- sus asociados como número gaussiano son -997, 997i, -997i

## Propiedades algebraicas
- 997 está en el anillo conmutativo unitario de los números enteros
- 997 está en el grupo aditivo de los números enteros, su opuesto es -1009
- 997 está en el grupo multiplicativo ℚ\{0}
- Está en el cuerpo algebraico de los números reales.
- Es un número algebraico

## Propiedades topológicas
- Es el centro del intervalo abierto (997-α; 997-α), para α > 0